# Pyrola markonica
Pyrola markonica är en ljungväxtart som beskrevs av Yi Liang Chou och R.C. Zhou. Pyrola markonica ingår i släktet pyrolor, och familjen ljungväxter. Inga underarter finns listade i Catalogue of Life.